# Bungay Castle

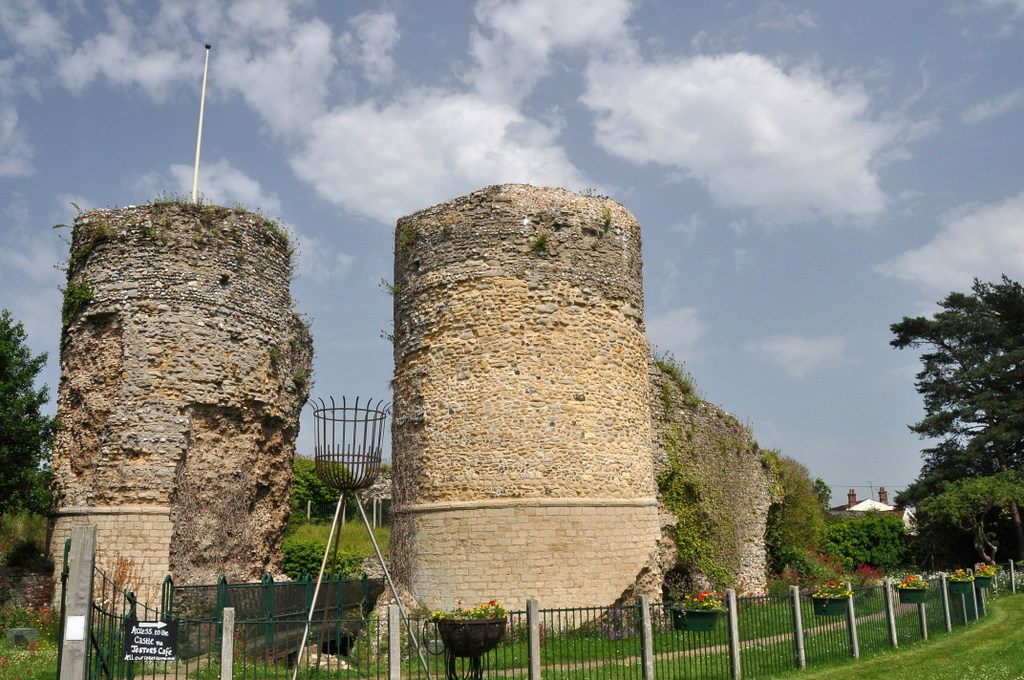
Die Überreste von Bungay Castle

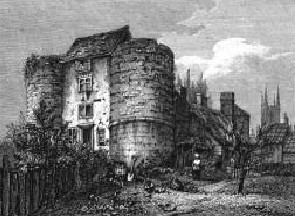
Die Burgtortürme 1819

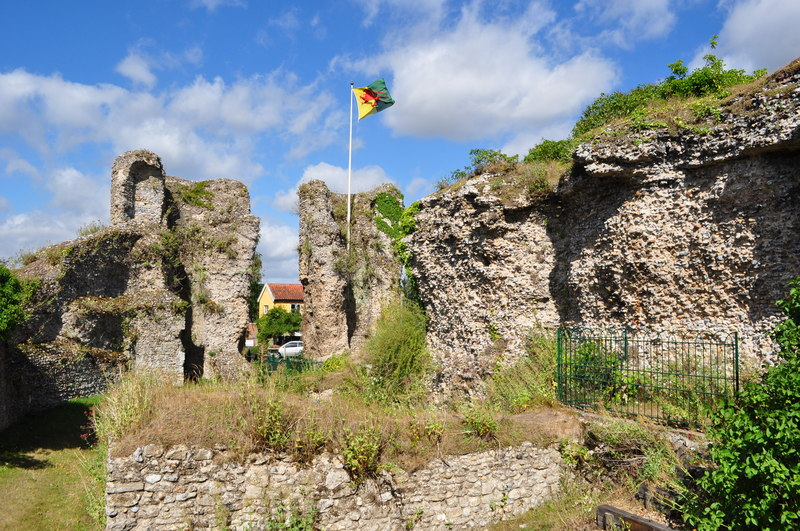
Blick aus der Burgruine auf die Tortürme

Bungay Castle ist eine Burg in der Stadt Bungay in der englischen Grafschaft Suffolk an den Ufern des River Waveney.

## Geschichte
Ursprünglich stand an dieser Stelle eine normannische Burg, die Roger Bigod etwa 1100 erbauen ließ. Die Stelle war günstig, da eine Biegung des River Waverney der Burg Schutz bot. Roger Bigods Sohn Hugh Bigod war eine bekannte Persönlichkeit in den Bürgerkriegsjahren der Anarchie, allerdings wurde seine Loyalität in den ersten Jahren der Regentschaft König Heinrichs II. in Frage gestellt. Heinrich konfiszierte Bungay Castle, gab es aber 1164 wieder an Hugh Bigod zurück. Dieser ließ im Folgejahr einen großen, rechteckigen, normannischen Donjon errichten. Es gibt keine Aufzeichnungen über die Baukosten des Donjons, aber Hugh Brown, der die Ausgrabungen an der Burg in den 1930er-Jahren leitete, schätzte die Kosten auf etwa £ 1400. Hugh Bigod war unter den Verlierern der Revolte von 1173–1174. Bungay Castle wurde belagert, unterminiert und schließlich von den königlichen Truppen zerstört (geschliffen).
Das Anwesen wurde in der Folge wieder an die Bigods zurückgegeben und 1294 von Roger Bigod, 5. Earl of Norfolk wiederaufgebaut, wobei vermutlich die massiven Burgtortürme entstanden. Roger Bigod überwarf sich mit König Eduard I. und nach seinem Tod fiel Bungay Castle erneut an die Krone. In der Folge verfiel die Burg zu einer Ruine. Ab 1483 gehörte sie bis ins 20. Jahrhundert vor allem den Herzögen von Norfolk.

## Heute
Die Restaurierung der Burg begann 1934, nachdem der Hobbyarchäologe Leonard Cane bereits Arbeiten durchgeführt hatte. Die Kurtine und die Zwillingstürme des Torhauses sind bis heute erhalten, ebenso wie Überreste des Donjons. Bungay Castle wurde vom Herzog von Norfolk 1987 an die Stadt Bungay übergeben und befindet sich heute im Besitz des Bungay Castle Trust, der sie zugleich verwaltet. Die Burg wird von Historic England als historisch bedeutsam eingestuft: die baulichen Überreste sind als Listed Building der Kategorie I, der Gesamtkomplex mitsamt den Außenanlagen als Scheduled Monument klassifiziert.